# Canottaggio ai Giochi della XXII Olimpiade
Le gare di canottaggio dei Giochi della XXII Olimpiade si sono svolte nel campo di regata all'interno del bacino idrico di Krylatskoye tra il 20 ed il 27 luglio 1980. Sono stati disputati 14 eventi, 8 maschili e 6 femminili.

## Risultati

### Uomini
| Evento                       | Oro | Perform. | Argento | Perform. | Bronzo | Perform. |
| Singolo (dettagli)           | Pertti Karppinen | 7'09"61  | Vasilij Jakuša | 7'11"66  | Peter Kersten | 7'14"88  |
| Due di coppia (dettagli)     | Germania Est Joachim Dreifke Klaus Kröppelien | 6'24"33  | Jugoslavia Zoran Pančić Milorad Stanulov | 6'26"34  | Cecoslovacchia Zdenek Pecka Václav Vochoska | 6'29"07  |
| Quattro di coppia (dettagli) | Germania Est Frank Dundr Carsten Bunk Uwe Heppner Martin Winter                                                                                   | 5'49"81  | Unione Sovietica Yuri Shapochka Yevgeny Barbakov Valery Kleshnev Nikolai Dovgan                                                                    | 5'51"47  | Bulgaria Mintcho Nikolov Lubomir Petrov Ivo Roussev Bogdan Dobrev | 5'52"38  |
| Due senza (dettagli)         | Germania Est Bernd Landvoigt Jörg Landvoigt | 6'48"01  | Unione Sovietica Yury Pimenov Nikolay Pimenov | 6'50"50  | Regno Unito Charles Wiggin Malcolm Carmichael | 6'51"47  |
| Due con (dettagli)           | Germania Est Harald Jährling Friedrich-Wilhelm Ulrich Georg Spohr                                                                                 | 7'02"54  | Unione Sovietica Viktor Pereverzev Gennady Kryuchkin Aleksandr Luk'janov                                                                           | 7'03"35  | Jugoslavia Duško Mrduljaš Zlatko Celent Josip Reić | 7'04"92  |
| Quattro senza (dettagli)     | Germania Est Jurgen Thiele Andreas Decker Stefan Semmler Siegfried Brietzke                                                                       | 6'08"17  | Unione Sovietica Aleksei Kamkin Valery Dolinin Aleksandr Kulagin Vitaly Yeliseyev                                                                  | 6'11"81  | Regno Unito John Beattie Ian McNuff David Townsend Martin Cross | 6'16"58  |
| Quattro con (dettagli)       | Germania Est Dieter Wendisch Ullrich Dießner Walter Dießner Gottfried Döhn Andreas Gregor                                                         | 6'14"51  | Unione Sovietica Artur Garonskis Dimant Krishianis Dzintars Krishianis Zhorzh Tikmers Yuris Berzynsh                                               | 6'19"05  | Polonia Grzegorz Stellak Adam Tomasiak Grzegorz Nowak Ryszard Stadniuk Ryszard Kubiak                                                                                      | 6'22"52  |
| Otto (dettagli)              | Germania Est Bernd Krauss Hans-Peter Koppe Ulrich Kons Jörg Friedrich Jens Doberschutz Ulrich Karnatz Uwe Duhring Berno Hoing Klaus-Dieter Ludwig | 5'49"05  | Regno Unito Duncan McDougall Allan Whitwell Henry Clay Chris Mahoney Andrew Justice John Pritchard Malcolm McGowan Richard Stanhope Colin Moynihan | 5'51"92  | Unione Sovietica Viktor Kokdshin Andrey Tishchenko Aleksandr Tkachenko Jonas Pintskus Jonas Normantas Andrei Lugin Aleksandr Mantsevich Igor Maistrenko Grigory Dmitrienko | 5'52"66  |

### Donne
| Evento                       | Oro | Perform. | Argento | Perform. | Bronzo | Perform. |
| Singolo (dettagli)           | Sanda Toma | 3'40"69  | Antonina Makhina | 3'41"65  | Martina Schröter | 3'43"54  |
| Due di coppia (dettagli)     | Unione Sovietica Alena Chlopcava Larisa Popova | 3'16"27  | Germania Est Cornelia Linse Heidi Westphal | 3'17"63  | Romania Olga Homeghi Valeria Rosca Racila | 3'18"91  |
| Quattro di coppia (dettagli) | Germania Est Subille Reinhardt Jutta Ploch Jutta Lau Roswietha Zobelt Liane Buhr                                                                       | 3'15"32  | Unione Sovietica Antonina Pustovit Yelena Matievskaya Olga Vasilchenko Nadezhda Lyubimova Nina Cheremisina                                                              | 3'15"73  | Bulgaria Mariana Serbezova Roumeliana Bontcheva Doloress Nakova Anka Bakova Anka Gheorghieva                                                      | 3'16"10  |
| Due senza (dettagli)         | Germania Est Ute Steindorf Cornelia Klier | 3'41"75  | Bulgaria Stojanka Gruycheva Diana Gospodinova | 3'42"39  | Unione Sovietica Nina Rasunskaya Galina Mehsedova                                                                                                 | 3'43"45  |
| Quattro con (dettagli)       | Germania Est Ramona Kapheim Silvia Fröhlich Angelika Noack Romy Saalfeld Kirsten Wenzel                                                                | 3'19"27  | Bulgaria Ginka Gyurova Mariyka Modeva Rita Todorova Iskra Velinova Nadya Filipova                                                                                       | 3'20"75  | Unione Sovietica Mariya Fadeyeva Galina Sovetnikova Marina Studneva Svetlana Semyonova Nina Cheremisina                                           | 3'20"92  |
| Otto (dettagli)              | Germania Est Martina Boesler Kersten Neisser Christiane Kopke Birgit Schutz Gabriele Kühn Harriet Ilona Richter Marita Sandig Karin Metze Marina Wilke | 3'03"32  | Unione Sovietica Olga Pivovarova Nina Umanets Nadezhda Prishchepa Valentina Zhulina Tatyana Stetsenko Yelena Tereshina Nina Preobrazhenskaya Mariya Pazyun Nina Frolova | 3'51"92  | Romania Angelica Aposteanu Marlena Zagoni Rodica Frîntu Florica Bucur Rodica Puscatu Ana Iliuță Maria Constantinescu Elena Bondar Elena Dobritoiu | 3'05"63  |

## Medagliere
| Pos.   | Paese            | Oro | Argento | Bronzo | Totale |
| ------ | ---------------- | --- | ------- | ------ | ------ |
| 1      | Germania Est     | 11  | 1       | 2      | 14     |
| 2      | Unione Sovietica | 1   | 9       | 2      | 12     |
| 3      | Romania          | 1   | 0       | 2      | 3      |
| 4      | Finlandia        | 1   | 0       | 0      | 1      |
| 5      | Bulgaria         | 0   | 1       | 3      | 4      |
| 6      | Regno Unito      | 0   | 1       | 2      | 1      |
| 7      | Polonia          | 0   | 1       | 1      | 2      |
| 7      | Jugoslavia       | 0   | 1       | 1      | 2      |
| 9      | Cecoslovacchia   | 0   | 0       | 1      | 1      |
| Totale | Totale           | 14  | 14      | 14     | 42     |